# Niggers in the White House

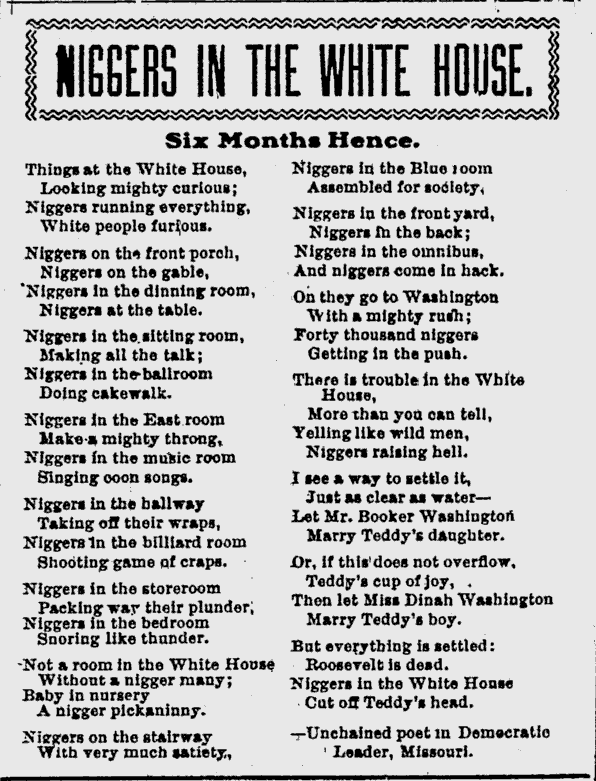
Dikten, som den framträdde i Kentucky New Era den 13 mars 1903.

Niggers in the White House är en dikt som publicerades i olika tidningar i Förenta staterna mellan 1901 och 1903. Dikten var skriven som en reaktion till en middag i Vita huset i oktober 1901. Den republikanska presidenten Theodore Roosevelt hade bjudit in Booker T. Washington, en afroamerikan presidentrådgivare, som en gäst. Dikten återkom 1929 efter att USA:s första dam Lou Henry Hoover, hustru till presidenten Herbert Hoover, bjudit in hustrun till den afro-amerikanska kongressmannen Oscar De Priest